# More Modern Short Stories from Hello Saferide
More Modern Short Stories from Hello Saferide är ett studioalbum från 2008 från Annika Norlin under artistnamnet "Hello Saferide". Maia Hirasawa medverkar.
Albumets framsida är gjord av Hugo Sundkvist. More Modern Short Stories from Hello Saferide är producerat av Andreas Mattsson och mixat av Pelle Gunnerfeldt.

## Låtlista
1. I Wonder Who Is Like This One
2. 2008
3. Overall
4. Lund
5. X Telling Me About The Loss Of Something Dear, At Age 16
6. Middleclass
7. Parenting Never Ends
8. Anna
9. 25 Days
10. Sancho Panza
11. Travelling With HS
12. Arjeplog

## Listplaceringar
| Lista (2008-2009) | Topplacering |
| ----------------- | ------------ |
| Sverige           | 3            |

### Fotnoter
1. ↑  ”More modern short stories from Hello Saferide / Hello Saferide”. Svensk mediedatabas. 26 februari 2008. http://smdb.kb.se/catalog/id/002443855. Läst 28 december 2015.
2. ↑  ”Introducing...Hello Saferide”. Swedishcharts. 26 februari 2008. http://www.swedishcharts.com/showitem.asp?interpret=Hello+Saferide&titel=More+Modern+Short+Stories+From+Hello+Saferide&cat=a. Läst 28 december 2015.